# Горбачёв, Иван Александрович
Иван Александрович Горбачёв (1898—1957) — советский военачальник, генерал-майор (10.4.1944).

## Биография

### Ранние годы
Родился 19 (31) января 1898 года в селе Борисово (ныне — Старорусский район, Новгородская область). Русский.
До службы в армии Горбачев работал чернорабочим на железопрокатном заводе в Петрограде.

### Первая Мировая война
В Первую мировую войну был мобилизован в армию в октябре 1916 года и зачислен в учебную команду лейб-гвардии Финляндского полка 2-й гвардейской пехотной дивизии. Воевал на Западном фронте младшим и старшим унтер-офицером. В июле 1917 года по болезни убыл в отпуск, затем работал на железопрокатном заводе.

### Революция и Гражданская война
В период Октябрьской революции 25 октября 1917 года добровольно вступил в Красную гвардию и участвовал в свержении Временного правительства А. Ф. Керенского.
В Гражданскую войну Горбачев в январе 1918 года назначается командиром взвода в 1-й социалистический батальон, который был направлен на границу с Финляндией.
В июне 1918 года переведен в 4-й продовольственный полк, с которым убыл на Восточный фронт. Там полк переименовывается в 4-й сводный советский и входит в состав 2-й сводной дивизии (позже переименована в 28-ю дивизию). В его составе Горбачев сражался с белочехами, войсками Самарского Учредительного собрания и адмирала А. В. Колчака под станцией Агрыз, городами Сарапул и Ижевск. В бою под Сарапулом он был ранен и госпитализирован.
После выздоровления направляется во 2-й стрелковый Петроградский полк начальником пулеметной команды и воевал с ним под Петроградом с войсками генерала Н. Н. Юденича. В декабре 1919 года заболел цингой и находился в госпитале. По выздоровлении направлен на Юго-Западный фронт, затем был зачислен курсантом на 51-й пехотные курсы в город Харьков. Будучи курсантом, участвовал в боях с вооруженными формированиями Н. И. Махно в районе Гуляй-Поля, а в мае 1921 года — в подавлении восстания А. С. Антонова в Кирсановском уезде. В октябре он окончил курсы и был назначен командиром взвода на 11-е военно-хозяйственные курсы в городе Харьков. В 1921 году вступает в РКП(б).

### После Гражданской войны
В ноябре 1922 года Горбачев направляется на Дальний Восток командиром взвода 2-го Нерчинского стрелкового полка 1-й Тихоокеанской дивизии в городе Владивосток, затем в том же полку служил начальником пулеметной команды.
24 апреля 1923 года с пулеметной командой вошел в экспедиционный отряд С. С. Вострецова и на пароходах «Индигирка» и «Ставрополь» убыл в город Охотск для ликвидации вооруженных отрядов генерала А. Н. Пепеляева и В. А. Ракитина. В июле вернулся в полк.
В 1925 году прошел подготовку на повторных курсах в Иркутске, затем в августе был назначен командиром взвода в окружную военно-политическую школу СибВО в Томске.
С ноября 1926 года командовал ротой в 8-м территориальном резервном полку в городе Нижнеудинск, а с июля 1929 года — в 103-м стрелковом полку 35-й стрелковой дивизии в городе Иркутск. Принимал участие в боях на КВЖД.
В июле 1930 года переведен в 169-й стрелковый полк 57-й стрелковой дивизии ПриВО в Пермь, где проходил службу командиром роты, ответственным секретарем партбюро и начальником полковой школы.
В январе 1934 года назначен командиром батальона в 101-й стрелковый полк, который позже был передислоцирован на Дальний Восток в 34-ю стрелковую дивизию ОКДВА.
В октябре 1936 года переводится в СКВО помощником командира по строевой части 92-го стрелкового полка 31-й стрелковой дивизии, с сентября 1937 по декабрь 1938 года исполнял обязанности командира полка.
В сентябре 1939 года назначается помощником командира 746-го стрелкового полка 103-й стрелковой дивизии, затем принял командование 879-м стрелковым полком 158-й стрелковой дивизии в Ейске.

### Великая Отечественная война
С началом Великой Отечественной войны дивизия в составе 34-го стрелкового корпуса 19-й армии была включена в Группу армий резерва Ставки ГК.
С 28 июня её части в составе Западного фронта вступили в оборонительные бои с превосходящими силами противника на витебском направлении, затем участвовали во фронтовом контрударе под Витебском и в Смоленском сражении.
С 17 июля по 6 сентября 1941 года Горбачев находился в окружении, по выходе состоял в резерве отдела кадров Брянского фронта, затем командовал четырьмя ротами на Карачевском боевом участке (числился командиром 443-го стрелкового полка 160-й стрелковой дивизии).
В ноябре 1941 года убыл в распоряжение ГУК НКО СССР в Куйбышев и в январе 1942 года назначен командиром 788-го стрелкового полка 214-й стрелковой дивизии, формировавшейся в Южно-Уральском военном округе (Уфа).
26 апреля 1942 года дивизия была переброшена в район города Сталиногорск Тульской области и включена в 1-ю резервную армию. 9 июля убыла на Сталинградский фронт, где в составе 64-й армии вела бои в районе Нижне-Чирской, затем занимала оборону на левом берегу Дона на рубеже Прорва, остров Фили, район Аксай-Есауловский. С 10 по 18 августа 1942 года находилась в резерве Юго-Восточного фронта, затем совершила марш в район Самофаловки в составе 4-й танковой армии Сталинградского фронта и вела бои с противником, переправившимся через реку Дон в районе Паньшино. С конца августа её части занимали оборону на рубеже Быстрый, Проток, устье реки Паньшинка, Кривое, Полевой стан (с 14 октября — в составе 24-й армии Донского фронта). С 22 ноября 1942 года дивизия перешла в наступление, прорвала оборону противника и к 27 ноября штурмом овладела Нижне-Гниловским. К 5 декабря она вышла на рубеж выс. 123.3 (свх. № 1) и перешла к обороне. С 31 декабря дивизия вошла в состав 65-й армии Донского фронта и с 10 января 1943 года вела бои по уничтожению окруженной под Сталинградом группировки противника.

После завершения боев в Сталинграде дивизия до апреля находилась в резерве Ставки ВГК, затем в мае передислоцирована в Степной военный округ и включена в состав 53-й армии. В её составе участвовала в Курской битве, Белгородско-Харьковской наступательной операции и освобождении Левобережной Украины.
С 19 сентября 1943 года полковник Горбачев допущен к командованию 252-й стрелковой Харьковской Краснознаменной дивизией, которая в составе 53-й армии участвовала в битве за Днепр. 27 сентября её части вышли к реке Днепр юго-восточнее города Кременчуг, форсировали её и захватили плацдарм на противоположном берегу. В этих боях 7 октября полковник Горбачев был контужен и до 11 ноября находился в госпитале, затем вновь командовал этой дивизией.
С 9 января 1944 года 252-я сд входит в 4-ю гвардейскую армию 2-го Украинского фронта и участвует в Кировоградской и Корсунь-Шевченковской наступательных операциях.
С 13 февраля 1944 года она в составе 52-й армии успешно действовала в ходе Уманско-Ботошанской наступательной операции. За образцовое выполнение заданий командования в боях за освобождение города Умань она была награждена орденом Богдана Хмельницкого 2-й степени (19.3.1944), а за форсирование реки Днестр, овладение городом и важным железнодорожным узлом Бельцы и выход на государственную границу орденом Суворова 2-й степени (8.4.1944).
В последующем в составе 4-й гвардейской армии дивизия воевала на 2-м и 3-м Украинских фронтах, участвовала в Ясско-Кишиневской и Будапештской наступательных операциях. На заключительном этапе войны с февраля 1945 года она в составе 46-й, затем 7-й гвардейской армий 2-го Украинского фронта успешно действовала в Венской, Братиславско-Брновской и Пражской наступательных операциях. Приказом ВГК от 17 мая 1945 года за отличия в боях по овладению города Братислава ей было присвоено наименование «Братиславская».

### После войны
После войны генерал-майор Горбачев продолжал командовать дивизией в ЦГВ. Затем она была переведена в СКВО город Нальчик и в июле 1946 года переформирована в 15-ю отдельную стрелковую Харьковско-Братиславскую Краснознаменную орденов Суворова и Богдана Хмельницкого бригаду.
С мая 1947 года проходил подготовку на ВАК при Высшей военной академии имени К. Е. Ворошилова, однако в связи с тяжелым заболеванием не окончил их и в октябре был назначен заместителем начальника Управления Советской военной администрации земли Тюрингия в Германии, с 14 января 1949 года исполнял должность начальника военного отдела и заместителя начальника штаба Советской военной администрации земли Тюрингия в Германии.
В феврале 1950 года переведен в ТуркВО заместителем командира 119-го стрелкового корпуса.
С сентября 1952 года назначен начальником военной кафедры Саратовского ветеринарного института.
17 декабря 1955 года уволен в отставку по болезни.
Скончался 23 февраля 1957 года. Похоронен в Воронеже на Коминтерновском кладбище.

## Награды

### СССР
- орден Ленина (21.02.1945)
- четыре ордена Красного Знамени (28.02.1943, 25.09.1943, 03.11.1944, 06.11.1947)
- орден Суворова II степени (19.01.1944)
- орден Кутузова II степени (28.04.1945)
- орден Красной Звезды (09.01.1943)
  - Медали СССР в том числе:
  - «XX лет Рабоче-Крестьянской Красной Армии» (1938)
  - «За оборону Москвы» (1944)
  - «За оборону Сталинграда» (1943)
  - «За Победу над Германией в Великой Отечественной войне 1941—1945 гг.» (1945)
  - «За взятие Будапешта» (1945)
  - «За взятие Вены» (1945)

Приказы (благодарности) Верховного Главнокомандующего в которых отмечен Горбачев И. А.
- За овладение окружными и районными центрами Венгрии городами Сексард, Капошвар, Пакш, Боньхад, Домбовар — крупными узлами коммуникаций и важными опорными пунктами обороны противника. 2 декабря 1944 года № 214
- За овладение городами Секешфехервар и Бичке — крупными узлами коммуникаций и важными опорным пунктами обороны противника, и лишение тем самым возможности отхода на запад будапештской группировки немецко-венгерских войск. 24 декабря 1944 года № 218
- За прорыв сильной обороны немцев в горах Вэртэшхедьшэг, западнее Будапешта, разгром группы немецких войск в районе Естергома, продвижение вперед на 45 километров и овладение городами Естергом, Несмей, Фельше-Галла, Тата. 25 марта 1945 года. № 308
- За овладение городами Дьер и Комаром — важными опорными пунктами обороны немцев на венском направлении. 28 марта 1945 года. № 315
- За форсирование рек Грон и Нитра, прорыв обороны противника по западным берегам этих рек и, продвижение вперед на 50 километров, а также овладение городами Комарно, Нове-Замки, Шураны, Комьятице, Врабле — сильными опорными пунктами обороны немцев на братиславском направлении. 30 марта 1945 года. № 318
- За овладение важным промышленным центром и главным городом Словакии Братислава — крупным узлом путей сообщения и мощным опорным пунктом обороны немцев на Дунае. 4 апреля 1945 года. № 330
- За овладение центром нефтеносного района Австрии городом Цистерсдорф. 17 апреля 1945 года. № 338
- За овладение в Чехословакии городами Яромержице и Зноймо и на территории Австрии городами Голлабрунн и Штоккерау — важными узлами коммуникаций и сильными опорными пунктами обороны немцев. 8 мая 1945 года. № 367

### Иностранные награды
- Орден «Легион почёта» (США)